# 高崎神社
高崎神社（たかさきじんじゃ）は、群馬県高崎市赤坂町に鎮座する神社。旧社格は県社。高崎市の総鎮守とされ、境内に群馬県神社庁と美保大國両神社がある。明治時代まで熊野神社といったことから「おくまんさま」（御熊野様）と呼ばれ崇敬を受けている。

## 祭神
- 伊邪那美命（いざなみのみこと）[1]
- 速玉男命（はやたまのおのみこと）[1]
- 事解男命（ことさかのおのみこと）[1]
- 他17柱、天神地祇

## 由緒
『高崎志』によれば、寛元年間（1243年 - 1247年）に和田小太郎義信が相模国三浦郡から熊野権現を勧請したものであるという。
もとは高崎城内の榎ノ森に所在したが、高崎藩主井伊氏が諏訪神社の社地である現在地に遷したとされる。
明治3年（1870年）に村社に列し、同18年（1885年）に郷社に昇格。同40年（1907年）に37社の小社を合祀し、翌年「高崎神社」と改称した。大正14年（1925年）に県社となった。

## 主な年中行事
- 春季例大祭（4月2、3日）
- 秋季例大祭（10月18、19日）
- 七五三祭（11月15日）
- ゑびす講市（11月第3土曜日、日曜日）
- お焚上げ（12月31日）

## 境内社
美保大國神社
事代主神と大国主神を祀る。昭和4年（1929年）、折からの世界的大不況のなかで苦しんでいた高崎市内の商工業者が、事代主神を迎えて商工業の振興を図りたいと、同年9月22日に島根県の美保神社から分霊を勧請し、大国主神と共に祀ったのを始めとする。例年11月の第4土曜日と翌日曜日を美保大國神社の例祭日とする。

## 和田の立石
高崎神社境内にある、「和田の三石」の一つ。『高崎志』によれば、和田の三石とは「上和田の丸石」「和田の立石」「下和田の方石」を指し、和田氏がこの三石を愛したことから井伊直政も高崎城築城にこれらを用いずに留め置いたとされている。
立石はもとは高崎神社に隣接する観音堂の境内にあって、弘法大師が行脚の際腰を下ろしたとの伝説から「大師石」と呼ばれたという。
丸石は善念寺（元紺屋町）が買い受け、2つに割って1つを石橋、1つを武井世平の石碑としたとされ、若松町の方石は怪異の伝承から「化石（ばけいし）」と呼ばれたとも、源頼朝の乗馬が蹴った跡があることから「馬蹴石（ばけいし）」と呼ばれたともされる。善念寺のものを方石、若松町のものを丸石とする資料もある。

## 文化財
高崎市指定重要文化財
- 高崎神社鰐口（昭和60年2月14日指定）[8] - 天文3年（1534年）に武州秩父郡の荒舟和泉守善慶が小坂下村の菊水寺に奉納した旨の銘がある。もとは二ノ宮大明神に伝来したが、明治時代に同社が高崎神社の末社となったために高崎神社へ移された[2]。

## 交通
- JR東日本・高崎線高崎駅下車、バス10分。高崎神社前バス停そば。